# Pascal Deramé
Pascal Deramé (Nantes, 25 luglio 1970) è un ex ciclista su strada francese, professionista dal 1995 al 2002.

## Palmarès

### Strada
- 1993 (Dilettanti, una vittoria)

Bordeaux-Saintes
- 1994 (Dilettanti, una vittoria)

Tour du Finistère
- 1996 (Gan, una vittoria)

3ª tappa Tour du Poitou-Charentes (La Rochelle > Niort)
- 2002 (Gan, una vittoria)

Grand Prix de la Ville de Lillers

#### Altri successi
- 1995 (Gan)

Campionati francesi, Cronosquadre (con Nicolas Aubier, Arnaud Prétot e Cédric Vasseur)

## Piazzamenti

### Grandi Giri
- Giro d'Italia

2001: ritirato (20ª tappa)
- Tour de France

1997: 131º
1998: 84º
1999: 140º
2000: 111º
- Vuelta a España

1995: non partito (prologo)

### Classiche monumento
- Milano-Sanremo

1997: 131º
1999: 139º
- Giro delle Fiandre

2002: ritirato
- Parigi-Roubaix

1999: ritirato

### Competizioni mondiali
- Campionati del mondo

Palermo 1994 - Cronosquadre: 2º